# Muscle occipital
Le muscle occipital est un muscle qui recouvre la partie occipitale du sommet du crâne. . Certaines sources le considère comme un muscle distinct, mais il est souvent considéré, avec le muscle frontal, comme un des ventres du muscle occipito-frontal.

## Description
Le muscle occipital est mince et de forme quadrilatère. Il naît des fibres tendineuses des deux tiers latéraux de la ligne nuchale supérieure de l'os occipital et se termine par le bord postérieur de l'aponévrose épicrânienne.

## Innervation
Le muscle occipital est innervé par le nerf facial.

## Vascularisation
Le muscle occipital est irrigué par l'artère occipitale.

## Action
Il fait reculer le cuir chevelu.

## Galerie

Le muscle occipital.